# Historický archiv Zrenjanin

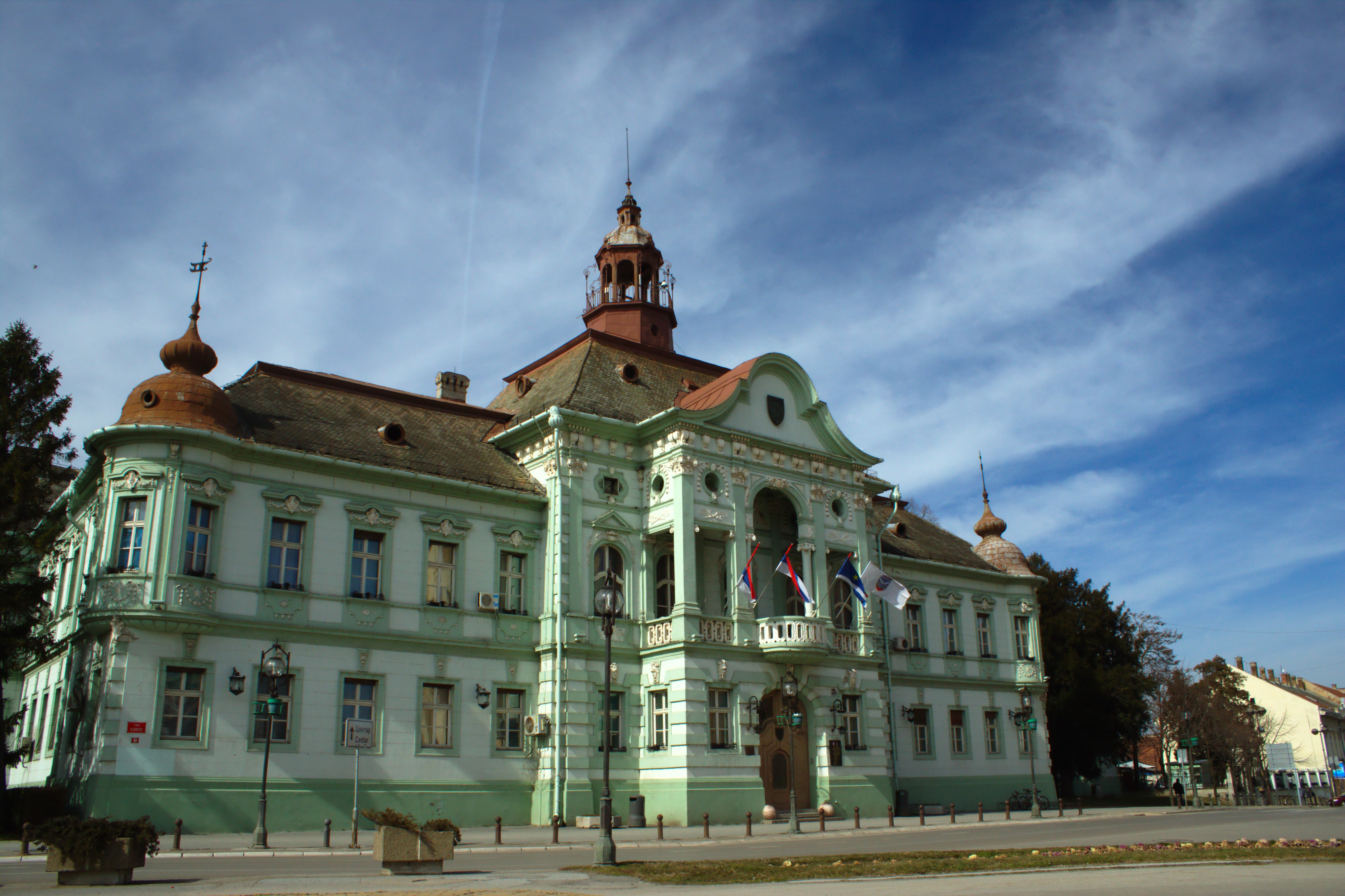
Budova radnice.

Historický archiv Zrenjanin (srbsky Историјски архив Зрењанин) je kulturní instituce všeobecného významu, která se věnuje ochraně, uspořádání a archivování na území Středobanátského okruhu v Srbsku. Je příslušnou organizací pro město Zrenjanin a dále obce (opštiny) Novi Bečej, Sečanj, Žitište, Nova Crnja.
Archiv sídlí v budově radnice, jejíž část byla přestavěna, rozšířena a upravena pro potřeby depozitáře. Má rozlohu 584 m2 Adresa zrenjaninské radnice je Trg Slobode 10.

## Historie
Zrenjaninský historický archiv byl založen dne 1. srpna 1947. Jeho prvním ředitelem byl Timotej Tima Rajić, člen novosadské historické společnosti. Jako první z regionálních archivů v Srbsku vydával vlastní časopis, a to s názvem Arhivska građa (archivní materiály), a to od roku 1953 do roku 1958. Svůj dnešní název má archiv od roku 1965 a v roce 2007 získal ocenění zlatý archiv (srbsky Zlatni arhiv).